# Storia della mia gente
Storia della mia gente è un romanzo di Edoardo Nesi. L'opera narra della realtà tessile di Prato. L'autore riporta uno spaccato in prima persona avendo diretto la ditta di famiglia per molti anni, riallacciandosi all'illusione perduta del benessere diffuso in Italia.

## Trama
Un ricco imprenditore di Prato, destinato ad amministrare l'impresa di famiglia fondata dal nonno (una delle più importanti fabbriche di tessitura della celebre città toscana dei “cenci”), si trova improvvisamente a dover fare i conti con la più grande crisi economico-finanziaria dei tempi recenti. La globalizzazione e le scelte di politica industriale miopi e poco efficaci fatte dai governi italiani, lo costringono, suo malgrado, a cedere la ditta di famiglia nel 2004. Una sconfitta personale, familiare, sociale, economica, politica, metafora della condizione di declino del Made in Italy a cui il nostro paese sembra non saper mettere un freno.
È l'autobiografia dell'autore, che si può definire a metà tra il saggio e il romanzo. 
Racconta una città in preda alla crisi, dimenticata dal governo e piena di immigrati cinesi, sfruttati da altri loro connazionali, ma che comunque hanno trovato una condizione migliore rispetto a quella che avevano in Cina. Però in città cresce il razzismo e molti disoccupati vedono in loro la causa della loro rovina. Nesi afferma che è difficile vivere questa situazione, ma lui continuerà a stare a fianco alla sua gente. Il romanzo racconta la storia della famiglia Nesi, che è comunque simile a molte altre. Quindi è stato classificato da molti critici come romanzo storico.
L'autore è triste per la perdita del rumore delle industrie: in un capitolo si legge “Il rumore di una tessitura ti fa socchiudere gli occhi e sorridere, come quando si corre mentre nevica. Il rumore della tessitura non si ferma mai, ed è il canto più antico della nostra città, e ai bambini pratesi fa da ninna nanna.”
Oltre a ciò i pratesi non hanno fatto altro che lavorare ed è per questo che la loro rovina risulta tanto drammatica: “Questa è la mia gente. La mia gente che in tutta la vita non ha fatto altro che lavorare.”

## Riconoscimenti
- Vincitore Premio Strega 2011.[1]

## Edizioni
- Edoardo Nesi, Storia della mia gente, Bompiani, 2010,  p. 168, ISBN 978-88-452-6352-1.